# Градишће (Генералски Стол)
Градишће је насељено место у Карловачкој жупанији у Хрватској. Административно припада општини Генералски Стол.

## Становништво
Према попису становништва из 2001. године, насеље је имало 66 становника у 23 породичних домаћинстава.
Кретање броја становника по пописима 1857—2001.
| година пописа  | 1857. | 1869. | 1880. | 1890. | 1900. | 1910. | 1921. | 1931. | 1948. | 1953. | 1961. | 1971. | 1981. | 1991. | 2001. |
| бр. становника | 130   | 143   | 143   | 145   | 161   | 153   | 148   | 165   | 185   | 189   | 175   | 137   | 114   | 96    | 66    |